# Crépy (Aisne)
Crépy è un comune francese di 1 915 abitanti situato nel dipartimento dell'Aisne della regione dell'Alta Francia. Ha dato i natali all'ingegnere aeronautico Émile Dewoitine.

## Storia
Il sito di Crépy è di origine molto antica: un'ascia celtica in silice è stata trovata sulla montagna di Crépy e la presenza dei Merovingi è accertata.
Crépy, località difensiva gallo-romana, era probabilmente un vicus del VII secolo. Nell'XI secolo, il comune era proprietà dei monaci di Saint-Vincent de Laon poi di quelli di Saint-Jean della stessa città, e infine dei re di Francia fino al 1780.
Crépy è stata eretta a comune nel 1184 sotto il regno di Filippo Augusto. Essa fu tra quelle che portarono assistenza al re durante la battaglia di Bouvines. Il sigillo del comune de Crépy-en-Laonnois era di forma ovale, rappresentando san Pietro seduto che tiene con la mano sinistra un libro e nella destra due chiavi, si vedeva come contro-sigillo una mano che tiene anch'essa due chiavi; si leggeva la seguente iscrizione: « Claves Beati Petri ».

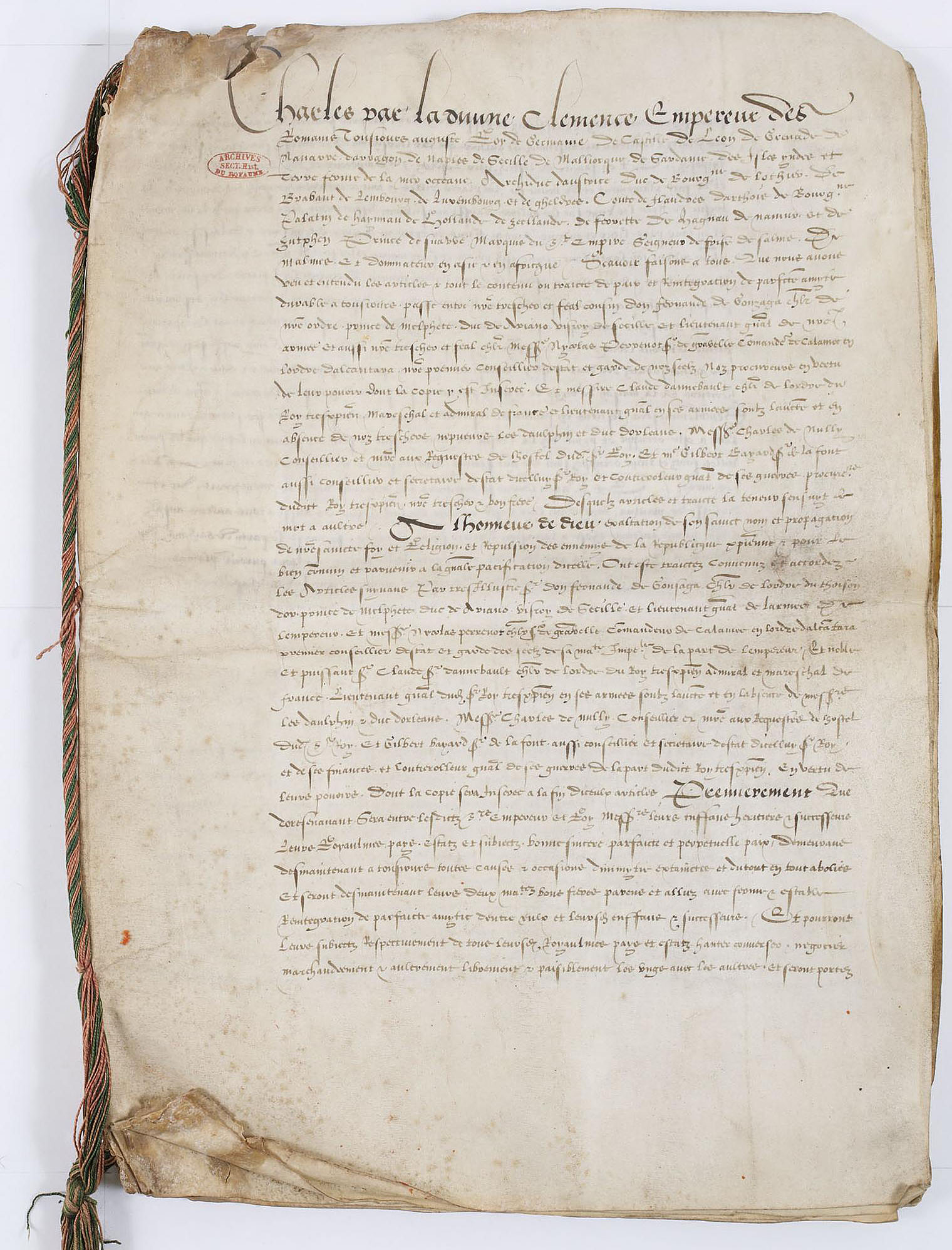
Una delle pagine del trattato del 1544

Un trattato di pace, il trattato di Crépy, vi fu sottoscritto fra Carlo Quinto e Francesco I nel 1544.
La città è stata coinvolta in numerosi conflitti armati, è stata conquistata dagli inglesi nel 1373, dai Borgognoni, poi dagli Armagnacchi nel 1418, nuovamente dai Borgognoni nel 1420, dai calvinisti nel 1568, dalla Lega cattolica nel 1590:
- Guerra dei cent'anni (1337-1453)[4][5][8][9]: inizio della costruzione dei bastioni nel 1358, fine della costruzione 1377. L'obiettivo era quello di fortificare la città contro l’invasione inglese con l'autorizzazione del reggente Carlo V il Saggio, figlio del re Giovanni il Buono, fatto prigioniero dagli inglesi nel 1356. Nel 1338, Crépy, piazzaforte, fu saccheggiata dagli inglesi. Nel 1359, essi tentarono nuovamente di occuparla ma furono respinti. La saccheggiarono nel 1373.
- Guerra civile tra Armagnacchi e Borgognoni[4][5]: la città fu sottratta ai Borgognoni dagli Armagnacchi nel 1418, poi riconquistata dai Borgognoni nuovamente nel 1420.

Gli abitanti di Laon, che avevano visto di cattivo occhio innalzare le fortificazioni di Crépy, colsero questa occasione per chiederne la demolizione al Duca di Borgogna, che gliela concesse.
- Conflitto tra Regno di Francia (Francesco I) e il Sacro Romano Impero (Carlo V)[4][5][9]: un trattato di pace vi fu sottoscritto tra Carlo V e Francesco I il 18 settembre 1544. Carlo V aveva invaso la Champagne e faceva rotta verso Boulogne per raggiungere Enrico VIII.
- Conflitti fra calvinisti e cattolici[4][5]: i calvinisti s'impadronirono della città nel 1568, il duca di Mayenne e gli appartenenti alla lega l'assediarono nel 1590 e dopo un primo scacco se ne impadronirono. Una parte degli abitanti fu massacrata. Gli abitanti di Laon, sempre accaniti contro i loro vicini, ne rasero al suolo le fortificazioni. Enrico di Navarra, divenuto Enrico IV fece ricostruire i bastioni della città. Le guerre di religione cessarono con l'Editto di Nantes.
- Conflitti tra francesi e spagnoli (guerra dei trent'anni, 1618-1648)[5]: la guerra dei trent'anni oppose spagnoli e francesi: il nord dell'Aisne e della Somme furono occupati.
- Conflitti durante la Fronda[10]: nel 1649, il villaggio fu saccheggiato due volte dalle truppe straniere al servizio della Francia e nove anni dopo, i soldati del reggimento del Wurtemberg di passaggio a Crépy la misero a fuoco: settanta abitazioni andarono distrutte dalle fiamme.
- Prima guerra mondiale

Il comune ha subito distruzioni durante la guerra ed è stato decorato della Croix de guerre 1914-1918, il 21 luglio 1922.
Le attività economiche nel XIX secolo
L'esame degli atti di stato civile digitalizzati degli Archivi dipartimentali di Crépy dal 1805 al 1905 danno una buona visuale sull'insieme delle attività del comune.
Nel periodo studiato, la popolazione era in maggioranza costituita di operai senza che le informazioni fornite dagli atti ci diano indicazioni precise sui settori di attività nei quali essi lavoravano.
Pare, riguardo alle indicazioni date dagli atti, che si possano distinguere alcune attività dominanti nella vita economica del comune nel periodo.
Fino agli anni 1860 il vigneto ha segnato l'attività con i suoi diversi mestieri (bottaio, commerciante di vini, produttore di aceto, ecc.) parallelamente all'allevamento di ovini e bovini e all’attività di tessitura di qualche famiglia proprietaria, sartoria maschile e femminile e altre attività derivate, così come lo sfruttamento dei boschi.

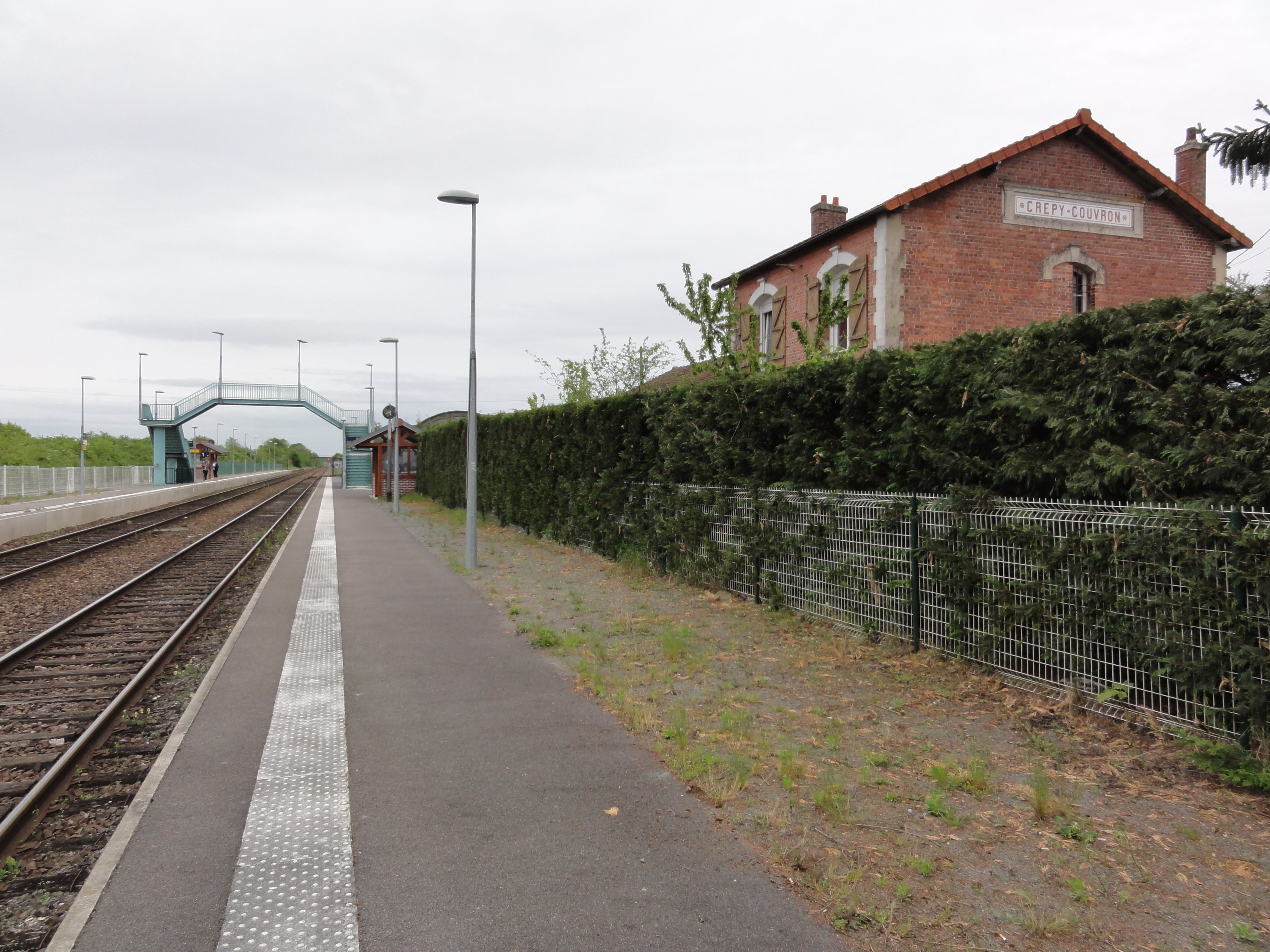
La stazione di Crépy-Couvron

Se questi settori di attività economica, a parte i vigneti, hanno continuato, l’attività in seguito è stata segnata da una fabbrica di zucchero e dalla Ferrovia del Nord. Nell'insieme del periodo l'esercito è stato parimenti molto presente, anche se i reggimenti di fanteria stazionavano a La Fère.
La comunità pareva ugualmente dotata di numerosi servizi amministrativi (Contribuzioni indirette, Poste e Telegrafo…) e di sanità (chirurghi, operatori sanitari, ostetriche, farmacisti), e che numerosi artigiani e commercianti avevano beni al sole.
Inoltre la comunità era al centro di una particolare attività di beneficenza che consisteva nell'accogliere e nutrire bambini abbandonati provenienti dagli ospizi di Parigi e di Laon.

### Simboli
Crepy fu ceduta nel 1234 al re Luigi IX e questo spiega il capo d'azzurro caricato di tre gigli d'oro. La presenza nello scudo di tre spighe di grano riporta al nome del comune che viene dal francese antico Creipei che si può tradurre con "tre spighe".

## Società

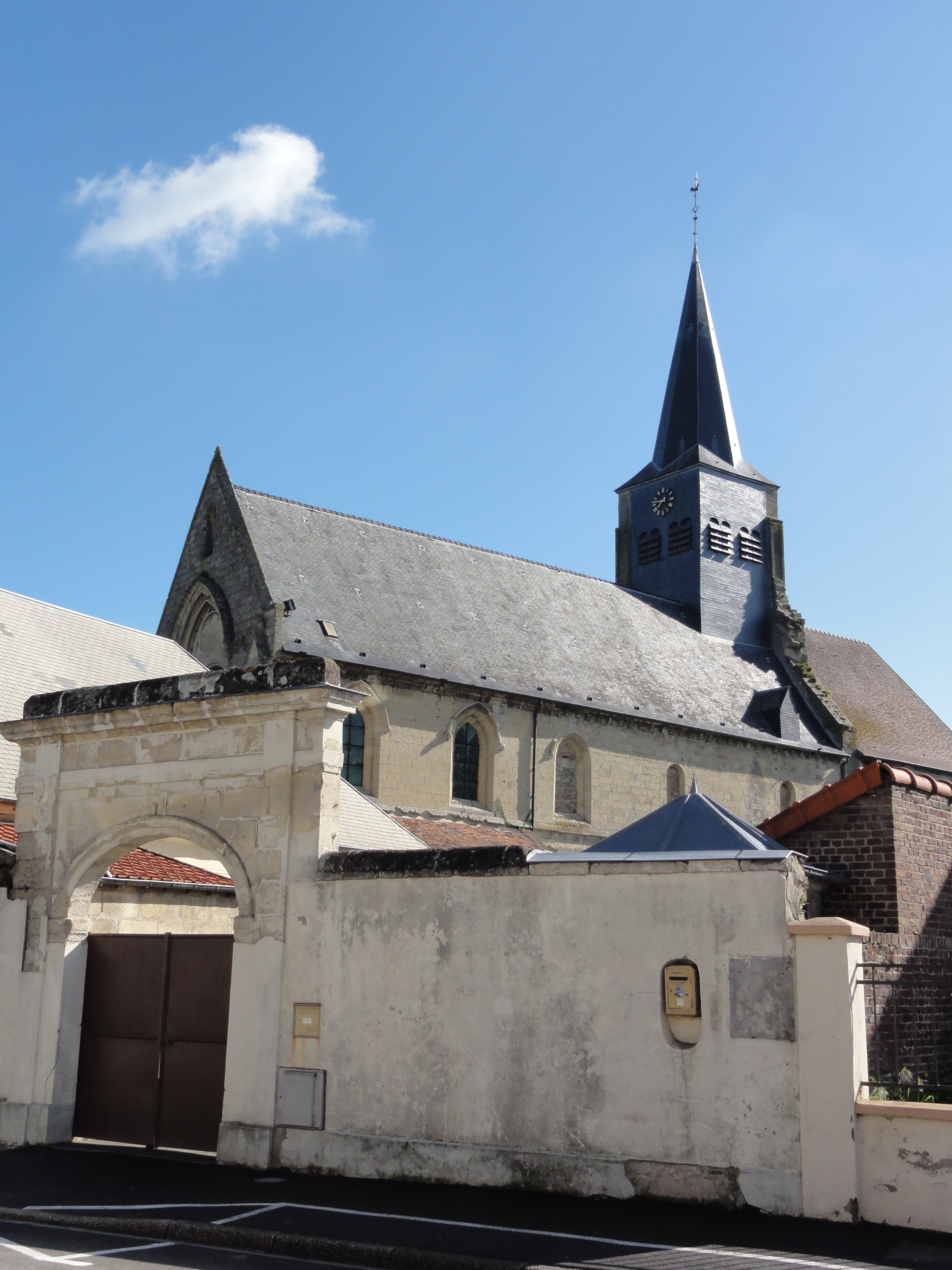
La chiesa di Notre Dame

### Evoluzione demografica
Abitanti censiti